# Gare de Lozère
Pour les articles homonymes, voir Lozère.
La gare de Lozère est une gare ferroviaire française de la ligne de Sceaux, située sur le territoire de la commune de Palaiseau (département de l'Essonne).
C'est une gare de la Régie autonome des transports parisiens (RATP) desservie par les trains de la ligne B du RER. Elle permet d'accéder à cinq grandes écoles.

## Situation
Elle est située dans le quartier palaisien de Lozère, à proximité de Villebon-sur-Yvette et d'Orsay.

## Histoire
Les travaux de rénovation et d’accessibilité de la gare ont débuté en avril 2012 et se sont achevés fin janvier 2014. Elle se place alors 61e sur les 65 gares rendues accessibles du réseau RER RATP.
En 2019, 778 724 voyageurs sont entrés à cette gare, ce qui la place en 58e position des gares de RER exploitées par la RATP pour sa fréquentation.

## Service des voyageurs

### Accueil
La traversée des voies s'effectue par un tunnel piétonnier ou par une passerelle mise en service le 10 janvier 1974. Elle remplace une ancienne traversée en planches.

### Desserte
Elle est desservie par les trains de la ligne B du RER. Le marché était situé jusque dans les années 1970 sur la place de la gare.

### Intermodalité
La gare est desservie par les lignes 1, 19, L et Z du réseau de bus Paris-Saclay et, la nuit, par la ligne N122 du réseau Noctilien.

## À proximité
On peut rejoindre l'École polytechnique, l'École nationale supérieure de techniques avancées (ENSTA Paris), l'École nationale de la statistique et de l'administration économique (ENSAE Paris), l'Institut d'optique Graduate School (SupOptique) et Télécom Paris (Télécom Paris et SudParis) par un chemin (sentier de l'École Polytechnique, sur les cartes officielles) montant par des escaliers sur le plateau au nord de la gare. Les escaliers comportent environ 300 marches.